# Epe-Zuid
Epe-Zuid is het zuidelijke deel van de plaats Epe in de Nederlandse provincie Gelderland. Het telt twee grotere wijken: de Vegtelarij en de Burgerenk; er zijn ook  kleinere wijken en buurten, zoals De Haverkamp, Klimtuin,  't Gildenhoekje en Klaarbeek. Epe-Zuid is het dichtst bewoonde gebied van Epe.
Epe-Zuid is opgesplitst door de Hoofdstraat die door Epe loopt. Aan de oostzijde van de Hoofdstraat ligt de Vegtelarij, en aan de westzijde de Burgerenk. In de Burgerenk staat ook serviceflat De Klaarbeek. In De Klimtuin is ook een winkel gevestigd en een cafétaria.
Door de Vegtelarij loopt er een weg die de Vegtelarijweg heet. Er bevindt zich een voetbalclub die EZC '84 heet. Er ligt een industrieterrein waar enkele bedrijven zijn gevestigd. De Haverkamp is een kleine wijk ten noorden van de Vegtelarij. Er staan voornamelijk rijtjeshuizen. En er bevindt zich een school voor basisonderwijs. 't Gildenhoekje is ook een kleine woonwijk met een school voor basisonderwijs.